# De Nacht van Kunst & Wetenschap
De Nacht van Kunst & Wetenschap was een 1-daags festival in de Nederlandse stad Groningen. De programmering bestond uit een mix van wetenschap en diverse kunstdisciplines als muziek, dans, theater, beeldende kunst, literatuur en poëzie. De voordrachten vonden plaats op een twintigtal plekken in de stad, waaronder het Groninger Museum, de Academie Minerva, Tschumipaviljoen, de openbare bibliotheek, Huis de Beurs, Usva en andere plekken in het centrum.
De eerste editie werd gehouden in 2009 als afsluitend festival van het lustrumprogramma van de Rijksuniversiteit Groningen, dat toen 395 jaar bestond. De tweede editie was in 2011, en sindsdien keerde het festival jaarlijks terug. Op zaterdag 24 mei 2014 stond de vijfde editie in het kader van het 400-jarig bestaan van de universiteit.
Het evenement kwam tot stand via een samenwerkingsverband tussen de Hanzehogeschool Groningen, de Rijksuniversiteit Groningen, de gemeente Groningen en het Universitair Medisch Centrum Groningen.
Het festival werd ondersteund door onder andere SNS REAAL Fonds, VSBfonds en de provincie Groningen.